# 二郎拳
二郎拳，山東、河北武術，為中國武術流派之一，是少林寺拳法的分支。

## 源流
二郎拳起源于明朝洪武年间,盛行于清朝末年。名稱來源有說是以二郎神冠名，也有說是少林弟子魏一光、孔一明兩人创拳，故稱為二郎拳，也有，二郎拳流传于中国北方一带，主要在河北、山東等地。

## 介紹
二郎拳的徒手套路有三步架子、四步架子、通手、九段手、二十腿、十二路谭腿等，拳法的特色在於直打直收，拳法要决含按、劈、撩、砍，腾、搂、闪、展八字，近戰拳打卧牛之地，展开则打四面八方。招式动作简单明了，朴实无华，講究刚柔互济，步法灵活多变。

## 來源
1. ↑  .   [2023-01-20]. （原始内容存档于2023-01-20）.
2. 1 2  .   [2023-01-20]. （原始内容存档于2023-01-20）.
3. ↑  .   [2023-01-20]. （原始内容存档于2023-01-20）.